# City Harvest Church

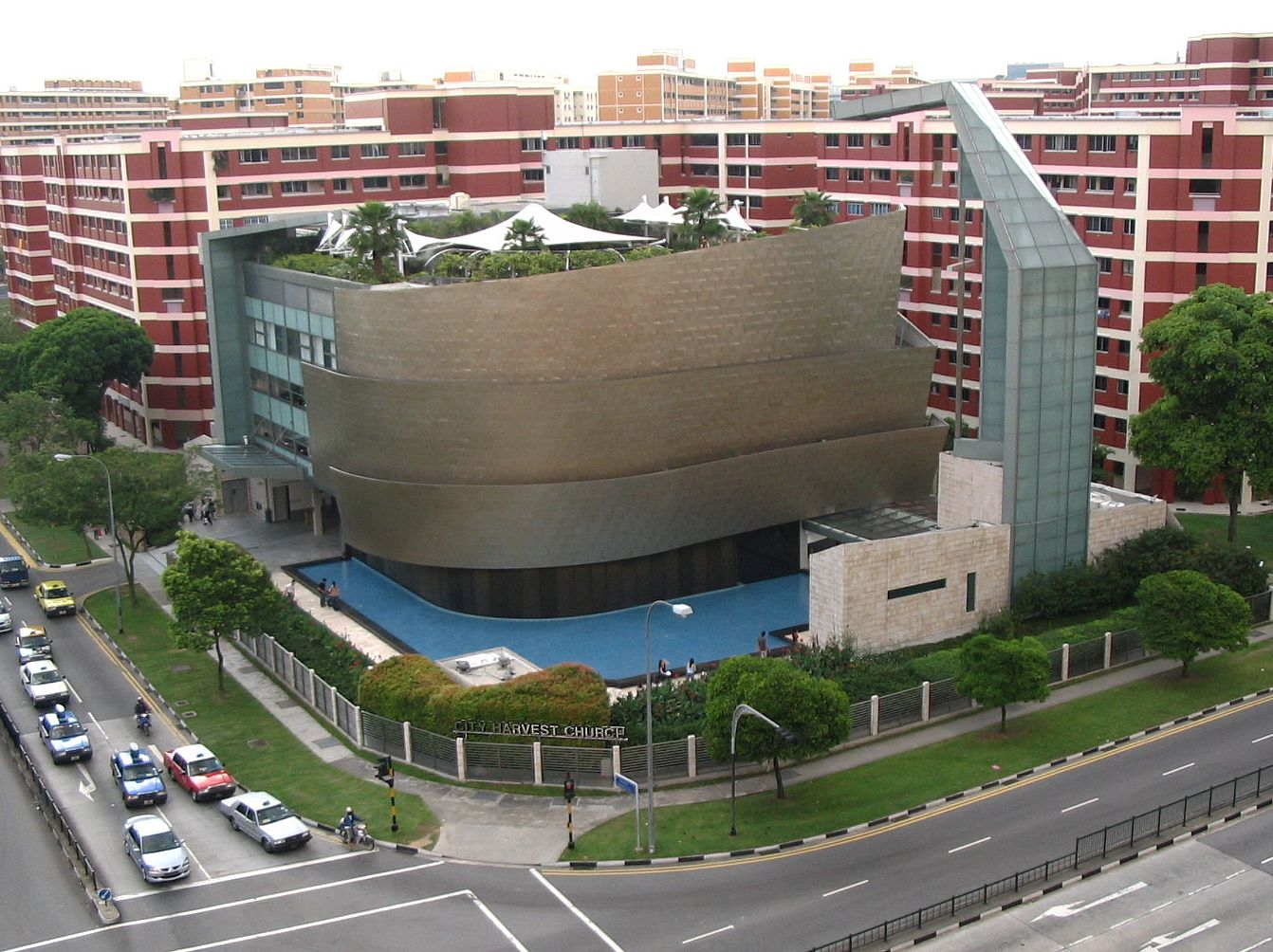
Megakościół „City Harvest Church” jest jednym z 10 megakościołów Singapuru

City Harvest Church (chiń. upr. 城市丰收教会; pinyin Chéngshì fēngshōu jiàohuì) – megakościół zielonoświątkowy w Singapurze. Założony w 1989 roku przez pastora Kong Hee. Kościół, chociaż funkcjonuje jako niezależna denominacja, opiera swoje nauki i nawiązuje do kościołów zielonoświątkowych. Kościół liczy 33 000 wiernych (2010). Średnia frekwencja w kościele w grudniu 2010 wynosiła 23 256 uczestników.